# Korynia tripora
Korynia tripora är en mångfotingart som beskrevs av Chamberlin 1941. Korynia tripora ingår i släktet Korynia och familjen storjordkrypare. Inga underarter finns listade i Catalogue of Life.